# ТЕС Тіт-Мелліл
33°32′2.7″ пн. ш. 7°30′7.2″ зх. д. / 33.534083° пн. ш. 7.502000° зх. д.
ТЕС Тіт-Мелліл – теплова електростанція на атлантичному узбережжі Марокко, розташована на східній околиці найбільшого міста країни Касабланки.
У 1993-1994 роках на площадці станції ввели в експлуатацію 6 газових турбін британської компанії European Gas Turbines PG64/71 (розроблена General Electric MS6001B) з одиничною потужністю 34 МВт. Враховуючи відсутність в Марокко суттєвих джерел газопостачання (розробка з 1987 року найбільшого родовища країни Мескала могла забезпечити лише невеликий оточуючий район) теплоелектростанцію Тіт-Мелліл запроектували для роботи на нафтопродуктах.